# Sandra Glover
Sandra Glover (ur. 30 grudnia 1968 w Palestine, Teksas) – amerykańska lekkoatletka, płotkarka.
Wszystkie międzynarodowe sukcesy odnosi na dystansie 400 metrów przez płotki:
- srebro (Paryż 2003) oraz brąz (Helsinki 2005) podczas Mistrzostw Świata w Lekkoatletyce
- dwukrotne zwycięstwo (2003 i 2004) podczas Światowego finału IAAF
- 4 zwycięstwa z rzędu podczas mistrzostw Stanów Zjednoczonych (1999-2002)